# Bucovina de Nord
 Principatul Moldovei 1346-1774

 Imperiul Habsburgic 1774-1867

 Austro-Ungaria 1867-1918

 Regatul României 1918-1940

 URSS (Uniunea Republicilor Sovietice Socialiste) 1940-1941

 Regatul României 1941-1944

 URSS (Uniunea Republicilor Sovietice Socialiste) 1944-1991

 Ucraina 1991–prezent

Bucovina de Nord (colorată cu galben)

Bucovina de Nord (în ucraineană Північна Буковина) este denumirea părții de nord a provinciei istorice Bucovina, care se află în prezent pe teritoriul regiunii Cernăuți din statul Ucraina. Acest teritoriu cu o suprafață de 6.262 km² a fost ocupat la 28 iunie 1940 de către Uniunea Sovietică printr-un ultimatum adresat statului român în urma pactului Ribbentrop-Molotov.
După formarea statului moldovenesc la mijlocul secolului al XIV-lea, teritoriul cunoscut astăzi sub denumirea de Bucovina a făcut parte neîntrerupt din teritoriul Principatului Moldovei, fiind partea de nord-vest al acestuia. El era împărțit în două ținuturi: Ținutul Cernăuților și Ținutul Sucevei.
În ianuarie 1775, ca urmare a atitudinii de neutralitate pe care a avut-o în timpul conflictului militar dintre Turcia și Rusia (1768-1774), Imperiul Habsburgic (Austria de astăzi) a primit o parte din teritoriul Moldovei, teritoriu cunoscut sub denumirea de Bucovina. 
La 15/28 noiembrie 1918, după prăbușirea Imperiului Austro-Ungar, Congresul General al Bucovinei a votat Unirea Bucovinei cu România. 
Ca urmare a Pactului Ribbentrop-Molotov (1939), Basarabia, Bucovina de Nord și Ținutul Herța au fost anexate de către URSS la 28 iunie 1940. Odată cu Bucovina de nord, s-a mai anexat și un colț din Maramureșul de sud-est (în suprafață de aproximativ 2,6 kmp), situat la sud de pârâul Stânișoara (ulterior numit Munceluș), la vest de pârâul Pârcălab, și o linie fixată pe teren, în continuarea liniei de separare a celor părți ale Bucovinei, pe direcția vest-est. Această linie de frontieră era din punct de vedere strategic mai avantajoasă pentru U.R.S.S. deoarece urma crestele mai înalte muntoase din zonă. După ce Basarabia a fost ocupată de sovietici, Stalin a dezmembrat-o în trei părți. Astfel, la 2 august 1940, a fost înființată RSS Moldovenească, iar părțile de sud (județele românești Cetatea Albă și Ismail) și de nord (județul Hotin) ale Basarabiei, precum și nordul Bucovinei și Ținutul Herța au fost alipite RSS Ucrainene. La 7 august 1940, a fost creată regiunea Cernăuți, prin alipirea părții de nord a Bucovinei cu Ținutul Herța și cu cea mai mare parte a județului Hotin din Basarabia . Conform istoricului ucrainean M. I. Ivanesko, sentimentul pro-sovietic a fost amplificat în rândul ucrainenilor bucovineni în perioada interbelică de Vîzvolennia, o mișcare politică secesionistă ucraineană afiliată Partidului Comunist din România.
În perioada 1941-1944, toate teritoriile anexate anterior de URSS au reintrat în componența României. Apoi, cele trei teritorii au fost reocupate de către URSS în anul 1944 și integrate în componența RSS Ucrainene, conform organizării teritoriale făcute de Stalin după anexarea din 1940, când Basarabia a fost ruptă în trei părți. 
Începând din anul 1991, întregul teritoriu al regiunii Cernăuți a devenit parte componentă a Ucrainei independente. 
Pe teritoriul Bucovinei de Nord se află orașele Cernăuți, Storojineț, Adâncata, Crasna, Berhomet pe Siret, Zastavna, Cozmeni, Vășcăuți, Vijnița etc.